# Erik Norberg (historiker)
Erik Ragnar Norberg, född 14 december 1942 i Kungsholms församling, Stockholms stad, är en svensk historiker. Han är far till Johan Norberg.

## Biografi
Norberg disputerade 1971 i historia vid Stockholms universitet på avhandlingen Flyg i beredskap. Det svenska flygvapnet i omvandling och uppbyggnad 1936–1942. Han var krigsarkivarie 1982–1991 och riksarkivarie 1991–2003. 
Norberg har varit ordförande (2016–2023) för Kungliga Patriotiska Sällskapet. Han är kabinettskammarherre vid kungliga hovstaterna sedan 1998, sedan 2013 icke tjänstgörande.

## Utmärkelser och ledamotskap
- Kommendör av första klass av Nordstjärneorden (KNO1kl), 30 april 2025. [6]
- H. M. Konungens medalj av 12:e storleken i Serafimerorden band (2006) för betydelsefulla insatser för det svenska arkivväsendet
- Kungliga Patriotiska sällskapets stora medalj i guld för betydande gärning
- Kommendörstecknet av Finlands Lejons orden (1997)[7]
- Storkorset av Finlands Vita Ros’ orden
- Ledamot av Vitterhetsakademien (LHA, 1999, akademiens ständige sekreterare 2008-)
- Ledamot av Kungliga Krigsvetenskapsakademien (LKKrVA, 1988, andre styresman 1994–2002 och styresman 2002–2006)
- Ledamot av Kungliga Örlogsmannasällskapet (LÖS, 1994)
- Hedersledamot av Kungliga Gustav Adolfs Akademien för svensk folkkultur (HedLGAA)[8]